# 박종천 (1979년)
박종천(1979년 8월 1일 ~ )은 대한민국의 농구인으로, 현재는 선수에서 은퇴하고 수원 kt 소닉붐 코치를 맡고 있다.